# Taifun Hagibis
Der Taifun Hagibis [hɐˈgibis] war ein großer und mächtiger tropischer Wirbelsturm, der seit Ida 1958 als der verheerendste Taifun gilt, der die Region Kantō in Japan heimsuchte. Hagibis verursachte zusätzliche Auswirkungen auf Japan, nachdem Faxai einen Monat zuvor die gleiche Region getroffen hatte. Der neunzehnte benannte Sturm und der neunte Taifun der Taifunsaison 2019 im Pazifik, Hagibis, entwickelte sich aus einer tropischen Welle, die am 2. Oktober einige hundert Meilen nördlich der Marshallinseln lag. Das System erreichte Ende Oktober, als es sich nach Westen bewegte, den Status eines tropischen Sturms. Bald darauf erlebte Hagibis eine Phase der schnellen Intensivierung, die Hagibis am 7. Oktober zu seiner Höchstintensität führte. Nachdem Hagibis die Spitzenintensität etwa drei Tage lang gehalten hatte, begann sich Hagibis aufgrund eines ungünstigeren Umfelds zu schwächen. Am 12. Oktober landete Hagibis als Taifun der Kategorie 2 auf der Halbinsel Izu. Hagibis wurde am nächsten Tag extratropisch.
Hagibis verursachte in ganz Japan, das sich immer noch von den Auswirkungen von Faxai erholte, weitreichende Schäden, insbesondere in der Region Kantō. Bis zum 20. Oktober 2019 wurden mindestens 86 Menschen als tot bestätigt und 8 weitere in Japan vermisst. Anfang Oktober löste Hagibis einen Tornado in Ichihara aus. Etwa eine halbe Stunde vor Hagibis’ Landung ereignete sich ein Erdbeben der Stärke 5,7 vor der Küste der Präfektur Chiba, das den gefährlichen Zustand noch verschlimmerte.

## Meteorologische Geschichte
Anfang Oktober hielt sich über 1500 km östlich von Guam ein schlecht organisiertes und ausgedehntes Gebiet von Stürmen. Bei günstigen atmosphärischen Bedingungen und vorherrschenden warmen Meeresoberflächentemperaturen begann das Joint Typhoon Warning Center (JTWC) am 4. Oktober mit der Feststellung der Möglichkeit einer tropischen Zyklogenese, schließlich gab es am nächsten Tag einen Alarm für die tropische Zyklonbildung. Das System blieb zunächst stationär, konsolidierte ein Zirkulationszentrum in den unteren Schichten der Atmosphäre. Die Japanische Meteorologische Agentur (JMA) erklärte die Störung am 5. Oktober um 00:00 Uhr UTC für eine tropische Depression. Damals befand sich das System 1030 km nordöstlich von Pohnpei, entwickelte schnell Kumulonimbuswolken um sein Zentrum herum und etablierte einen günstigen Abfluss, als es sich westlich um den Umfang eines Hochdruckgebiets bewegte. Die tropische Depression verstärkte sich am 5. Oktober um 18:00 Uhr UTC zu einem tropischen Sturm, 1560 km östlich von Guam, und erhielt den Namen Hagibis. Ein dominantes gekrümmtes Regenband hatte begonnen, sich um das Zentrum von Hagibis zu wickeln, was eine weitere Organisation bedeutete. Am 6. Oktober drehte der Sturm leicht in Richtung West-Südwesten und begann eine beschleunigte Phase der Intensivierung bei geringer Windscherung und auf warmen Gewässern, erreichte um 12:00 Uhr UTC eine starke tropische Sturmintensität und sechs Stunden später Taifunstärke.
Der Taifun Hagibis trat am 7. Oktober mit seinem zentralen Druck, der laut JMA in 12 Stunden um 55 mbar fiel, in eine Phase extremer Intensivierung ein. Schätzungen des JTWC deuten auf eine Erhöhung der maximalen Winde des Sturms in 24 Stunden hin. Während dieser Phase hielt Hagibis ein 9 Kilometer langes Lochauge, umgeben von einer sehr kompakten und scharf definierten Augenmauer. Die Intensivitätsrate gehörte zu den schnellsten im westlichen Pazifik. Laut JMA erreichte Hagibis am 7. Oktober um 09:00 Uhr UTC seine Höchstintensität mit einem Mindestdruck von 915 mbar und 10-minütigen Dauerwinden von 195 km/h; Hagibis würde diese Intensität 72 Stunden lang beibehalten. Der JTWC klassifizierte Hagibis Anfang Oktober als Super-Taifun und bewertete später 1-minütige Dauerwinde von 260 km/h, als Hagibis südlich von Anatahan auf den nördlichen Marianeninseln vorbeikam. Hagibis war auf seiner Wanderung durch die Marianeninseln ungewöhnlich schnell und reiste mit einer Vorwärtsbewegung von 27 bis 34 km/h.
Nach der Durchquerung der Marianeninseln begann Hagibis einen Augenwandaustauschzyklus, der die schnelle Intensivierungsphase beendete. Als die primäre Augenmuschel zu erodieren begann, degradierte der JTWC das System am 8. Oktober um 00:00 Uhr UTC leicht auf ein High-End-Kategorie-4-System. Einige Stunden später wurde Hagibis nach Abschluss des Augenwandaustauschzyklus wieder in ein gleichwertiges System der Kategorie 5 eingegliedert. Hagibis begann am 10. Oktober zu schwächer zu werden, da die Temperaturen an der Meeresoberfläche sanken und die Windscherung zunahm. Kurz nachdem Hagibis zu einem Taifun der Kategorie 3 degradiert wurde, wurde eine leichte Verstärkung prognostiziert, die jedoch nicht eintrat, da sie sich dem Land näherte und ihre äußeren Regenbanden zu erodieren begannen.
Nach allmählicher Schwächung landete Hagibis am 12. Oktober um 08:30 Uhr UTC auf der Izu-Halbinsel in Shizuoka als gleichwertiges System der Kategorie 2 mit 1-minütigen Dauerwinden von 155 km/h. Während der Zeit über Japan wurde Hagibis durch starke Windscherung desorganisiert und wurde schließlich am 13. Oktober außertropisch.

## Vorbereitungen

### Guam und die Marianeninseln
Evakuierungsaufträge für Guam und die Marianeninseln wurden am 7. Oktober erteilt. US-Präsident Donald Trump genehmigte eine Notstandserklärung für diese Inseln vor Hagibis. Auf den Inseln Saipan, Tinian, Alamagan und Pagan wurden Taifunwarnungen ausgesprochen.

### Japan
Die Prognosen in Ost-, West- und Nordjapan sagten starke Winde und sintflutartige Regenfälle voraus, die wahrscheinlich zu Überschwemmungen und Schlammlawinen führen würden. Die JR Group, Japan Airlines und All Nippon Airways haben die Dienste eingestellt. Die JMA-Wettervorhersage sagte: „Es ist eine Situation der Stufe 5; eine Art Katastrophe kann bereits stattgefunden haben. Den Menschen wird dringend empfohlen, zu handeln, um ihr Leben sofort zu schützen.“ Evakuierungsbefehle wurden an mehr als 800.000 Haushalte in 11 Präfekturen erteilt. Über 230.000 Menschen folgten dem Rat, zu Evakuierungsunterkünften zu gehen.

## Auswirkungen

### Guam und die Marianeninseln
Die Marianeninseln wurden von Taifun Hagibis überflogen. Der amtierende Gouverneur Arnold Palacios begann, „Entwarnung“ zu geben, basierend auf Informationen des Nationalen Wetterdienstes und des CNMI Emergency Operations Center. Die Gemeinden haben Trümmer beseitigt und alle Evakuierungszentren sind nun geschlossen. Die meisten Versorgungseinrichtungen wurden wiederhergestellt und die Unternehmen wurden wiedereröffnet.

### Japan

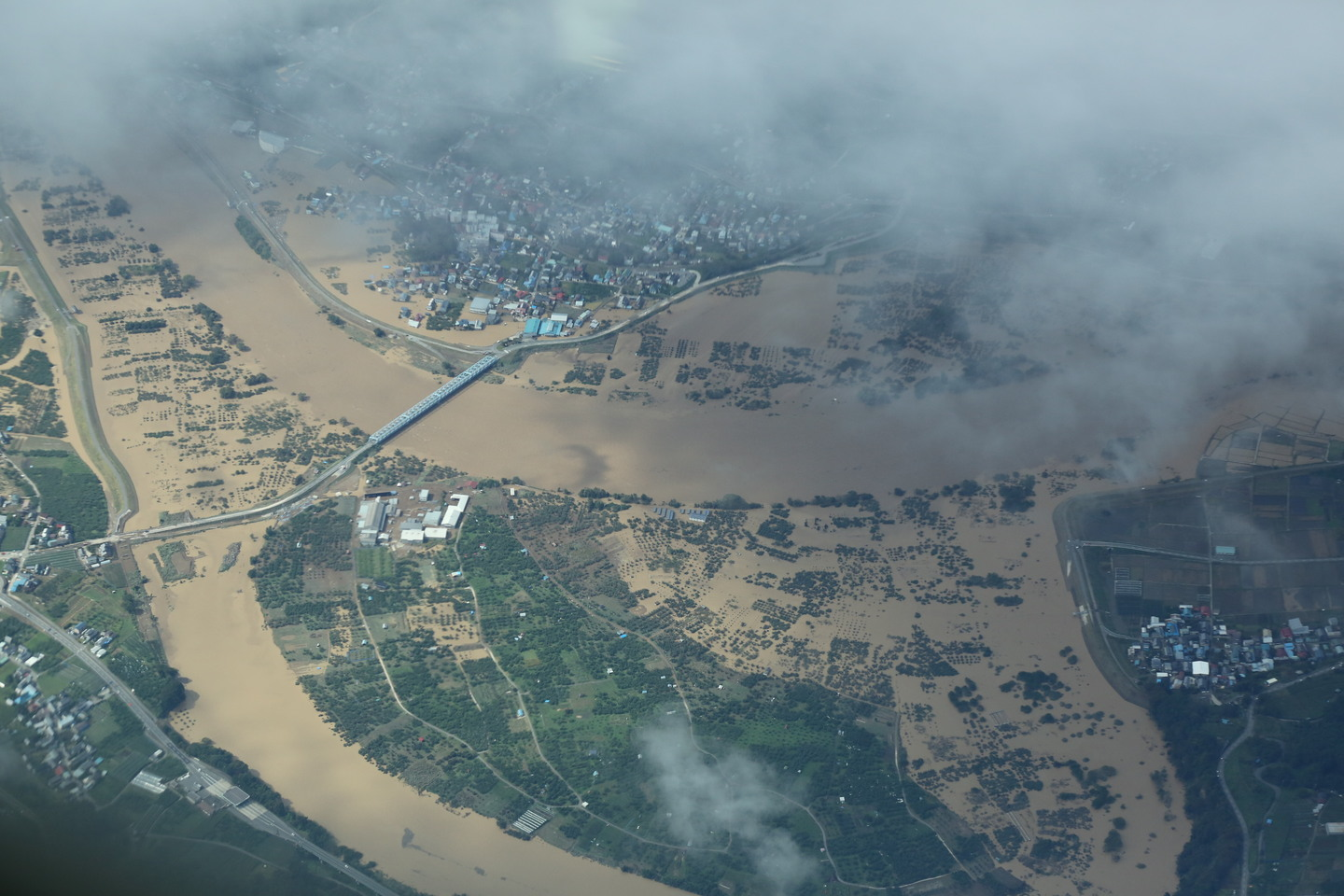
Eine Luftaufnahme der Überschwemmungen in Nagano, Japan.

Anfang Oktober traf ein Tornado die Stadt Ichihara, der einen Menschen tötete und zwei Verletzte hinterließ. Am Nachmittag litten einige Gebiete Japans unter schweren Überschwemmungen, wobei Zehntausende von Häusern keinen Strom erhielten. Die Japanische Meteorologische Agentur hat davor gewarnt, dass starke Winde weitere Überschwemmungen und Erdrutsche verursachen könnten und Evakuierungshinweise in Hochrisikogebieten herausgegeben. Über 76 cm sind in Teilen Japans gefallen. Die japanische Feuerwehr und Katastrophenschutzbehörde hat festgestellt, dass mindestens 86 Menschen tot sind, 8 Menschen vermisst werden, 346 Menschen durch den Sturm verletzt. Mehr als 270.000 Haushalte haben im ganzen Land Strom verloren. Zehn Züge der Hokuriku-Shinkansen-Linie in Nagano wurden von Überschwemmungswasser überflutet, was einen Schaden von 32,8 Milliarden Yen (300 Millionen US-Dollar) verursachte. Versicherte Schäden im ganzen Land werden auf mehr als 9 Milliarden US-Dollar geschätzt.
Gegen 18:22 Uhr JST am 12. Oktober ereignete sich vor der Küste der Präfektur Chiba ein Erdbeben der Stärke 5,7, das die bereits von Hagibis geschaffenen gefährlichen Bedingungen verschlimmerte. Die Rettung der Besatzung des in Panama registrierte Frachter Jia De, der im Hafen von Kawasaki sank, wurde dadurch verkompliziert. Es konnten nur noch fünf Leichen geborgen werden und drei Besatzungsmitglieder werden vermisst.
Hagibis führte auch zur Absage mehrerer Sportereignisse, wie z. B. die Qualifikation für den Großen Preis von Japan und drei Vorrundenspiele der Rugby-WM.